# So Min-chol
So Min-chol (29 ottobre 1978) è un ex calciatore nordcoreano, di ruolo attaccante.